# Поручейник широколистный
Поруче́йник широколи́стный (лат. Síum latifólium) — вид рода Поручейник (Sium) семейства Зонтичные (Umbellíferae).

## Ботаническое описание
Многолетнее растение высотой до 1,5 м. Стебель пустотелый, ветвистый полосатый.
Нижние листья (обычно погружённые в воду) дважды перистые с нитевидными долями, верхние — просто перистые с 2—6 парами продолговатых листочков с зубчатыми краями.
Цветёт в июле и августе, цветки белые, мелкие, собранные в сложный зонтик.

## Распространение
Поручейник широколистный растёт от Европы до Сибири по берегам болот, рек, озёр, в торфяных ямах и по краям канав, заросших камышом. Охраняется в большинстве регионов Франции и Швейцарии.

## Значение и применение
Даёт медоносным пчёлам нектар. 
Из семян можно вырабатывать эфирное масло, которое служит источником получения лимонена. Помимо лимонена в масле также содержится порилловый альдегид. Листья и особенно корни поручейника ядовиты.
Есть данные о отравлении крупного рогатого скота при поедании корней. Об отравлении сеном и травой данных нет. При поедании дойными коровами молоко может приобретать неприятный вкус. Растение поедается обыкновенным бобром (Castor fiber), а семена водоплавающей птицей.
Поедается европейским лосём (Alces alces Linnaeus).

## Классификация

### Таксономия[7]
Sium latifolium L., 1753, Sp. Pl. : 251
Вид Поручейник широколистный относится к роду Поручейник (Sium) семейства Зонтичные (Apiaceae) порядка Зонтикоцветные  (Apiales). Кладограмма в соответствии с Системой APG IV:
|  |                                      |  |                                   |                                   |                     |  | ещё 6 семейств | ещё 6 семейств |                          |  |  |  | еще 10 подтвержденных и 23 в статусе "непроверенных" видов и инфравидовых таксонов |
|  |                                      |  |                                   |                                   |                     |  | ещё 6 семейств | ещё 6 семейств |                          |  |  |  | еще 10 подтвержденных и 23 в статусе "непроверенных" видов и инфравидовых таксонов |
|  |                                      |  |                                   | порядок Зонтикоцветные            |                     |  |                |                | род Поручейник           |  |  |  |                                                                                    |
|  |                                      |  |                                   | порядок Зонтикоцветные            |                     |  |                |                | род Поручейник           |  |  |  |                                                                                    |
|  | отдел Цветковые, или Покрытосеменные |  |                                   |                                   | семейство Зонтичные |  |                |                | Поручейник широколистный |  |  |  |                                                                                    |
|  | отдел Цветковые, или Покрытосеменные |  |                                   |                                   | семейство Зонтичные |  |                |                |                          |  |  |  |                                                                                    |
|  |                                      |  | ещё 63 порядка цветковых растений | ещё 63 порядка цветковых растений |                     |  |                | ещё 447 родов  | ещё 447 родов            |  |  |  |                                                                                    |
|  |                                      |  |                                   | ещё 63 порядка цветковых растений |                     |  |                |                | ещё 447 родов            |  |  |  |                                                                                    |

### Синонимы
- Cicuta latifolia  Crantz
- Coriandrum latifolium  Crantz
- Drepanophyllum latifolium  Koso-Pol.
- Drepanophyllum palustre  Hoffm.
- Pimpinella latifolia  (L.) Stokes
- Selinum sium  E.H.L.Krause
- Sisarum germanorum  Schur
- Sisarum macrophyllum  Schur
- Sisarum palustre  Bubani
- Sium latissimum  Boreau
- Sium sulcatum  Pers.